# Usine Mercier et Chaleyssin
L'Usine Mercier et Chaleyssin est bâtiment un construit par Tony Garnier à Lyon en 1913, destiné à accueillir les usines de menuiseries des deux fabricants de meubles, Mercier Frères et Chaleyssin.

## Histoire
En 1912, deux fabricants de meubles fusionnent : les établissements Mercier venant du faubourg Sainte-Antoine de Paris, et Chaleyssin travaillant à Lyon. Ils font alors construire une usine commune dans le 6e arrondissement de Lyon, à l'angle des rues Barrême et Boileau. C'est une des seules réalisations privées et la seule usine de Tony Garnier. Cette demande est vraisemblablement issue du lien d'amitié qui unissait l'architecte et le fabricant de meubles Francisque Chaleyssin, qui réalisera le mobilier de la villa de l'architecte. Le bâtiment est réalisé en 1913, avec quelques modifications en 1914 et 1919.

## Description
Le bâtiment est en béton armé. Si la toiture en shed qui ne recouvre que les ateliers sur cours n’est pas visible depuis l’extérieur, le nombre important de baies caractérise la fonction industrielle du bâtiment. La distribution des ateliers est fonctionnelle : les ateliers mécanisés en rez–de–chaussée, les finitions en étages. Les façades sont ordonnées et ornées d’oriels et de balustres. Une « tour d’angle » surmontée d’un pavillon met en valeur l’usine, qui fait face au musée Guimet. Cette construction offre à Tony Garnier l’occasion de réaliser pour la première fois un plan octogonal, forme qui sera récurrente tout au long de son œuvre.